# Kazimierz Peretjatkowicz
Kazimierz Peretjatkowicz (ur. 16 lutego 1889 w Łucku, zm. 1940 w ZSRR) – rotmistrz rezerwy kawalerii Wojska Polskiego, ziemianin.

## Życiorys
Urodził się 16 lutego 1889 jako syn Adama w Łucku.
Po odzyskaniu przez Polskę niepodległości został przyjęty do Wojska Polskiego. Został awansowany na stopień rotmistrza rezerwy kawalerii ze starszeństwem z dniem 1 czerwca 1919. W 1923, 1924, jako oficer rezerwowy, był przydzielony do 19 pułku ułanów w Ostrogu. W 1934 jako rotmistrz rezerwy był przydzielony do Oficerskiej Kadry Okręgowej nr II jako oficer po ukończeniu 40. roku życia i pozostawał wówczas w ewidencji Powiatowej Komendy Uzupełnień Łuck.
Przed 1939 był właścicielem majątku ziemskiego Hatki (Hat’i) w gminie Trościaniec na obszarze województwa wołyńskiego. Jego żoną była Zofia.
Po wybuchu II wojny światowej i agresji ZSRR na Polskę z 17 września 1939 został aresztowany przez sowietów. W 1940 został zamordowany przez funkcjonariuszy NKWD. Jego nazwisko znalazło się na tzw. Ukraińskiej Liście Katyńskiej opublikowanej w 1994 (został wymieniony na liście wywózkowej 57/1-86 oznaczony numerem 2267). Ofiary tej części zbrodni katyńskiej zostały pochowane na otwartym w 2012 Polskim Cmentarzu Wojennym w Kijowie-Bykowni.
Jego krewnym był Bronisław Peretjatkowicz, także oficer kawalerii Wojska Polskiego.